# Lamontélarié
Lamontélarié (en occitan La Montelariá) est une commune française située dans le sud-est du département du Tarn, en région Occitanie. Sur le plan historique et culturel, la commune est dans le Lacaunais, un ensemble de plateaux où l'élevage de brebis laitières est prépondérant.
Exposée à un climat océanique altéré, elle est drainée par l'Agout, le ruisseau de Falcou, la Tine, le ruisseau Rieupeyroux et par divers autres petits cours d'eau. Incluse dans le parc naturel régional du Haut-Languedoc, la commune possède un patrimoine naturel remarquable : deux sites Natura 2000 (les « tourbières du Margnès » et Les « vallées du Tarn, de l'Aveyron, du Viaur, de l'Agout et du Gijou ») et six zones naturelles d'intérêt écologique, faunistique et floristique.
Lamontélarié est une commune rurale qui compte 55 habitants en 2022, après avoir connu un pic de population de 951 habitants en 1836.  Ses habitants sont appelés les Monteliots ou  Monteliottes.

## Géographie

### Localisation
La commune est située dans l'est du département du Tarn. Elle est limitrophe de l'Hérault.
Elle est à environ 1 heure d'Albi et 35 min de Castres.

### Communes limitrophes
Les communes limitrophes sont  Anglès, Fontrieu, La Salvetat-sur-Agout et Lacaune.
|          | Lacaune      |                                 |
| Fontrieu | Lamontélarié | La Salvetat-sur-Agout (Hérault) |
|          | Anglès       |                                 |

### Hameaux et lieux-dits
La majeure partie de la commune est recouverte de forêt de sapins laissant tout de même un peu d'espace à l'exploitation de la terre et de jardins.

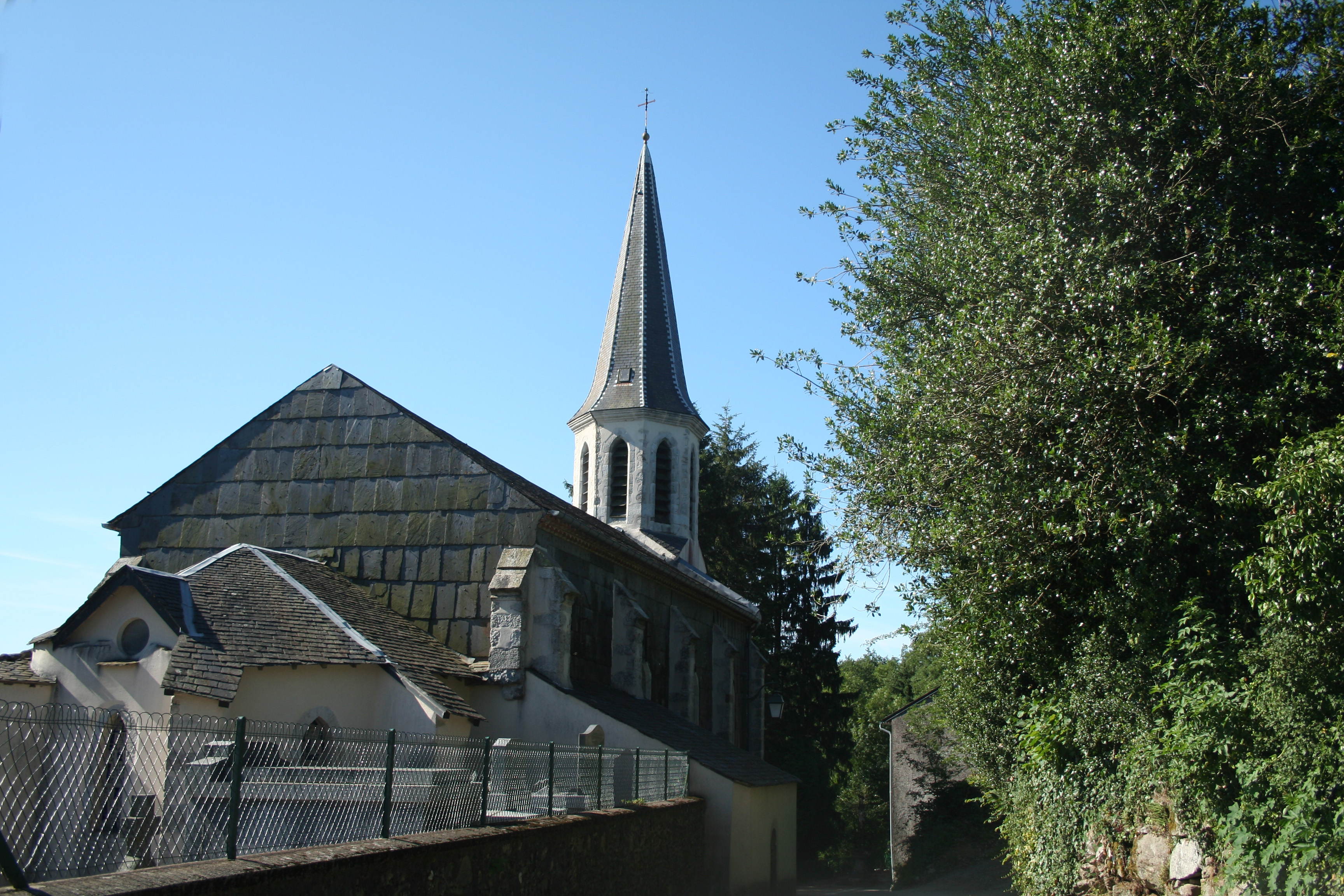
Église - chevet.
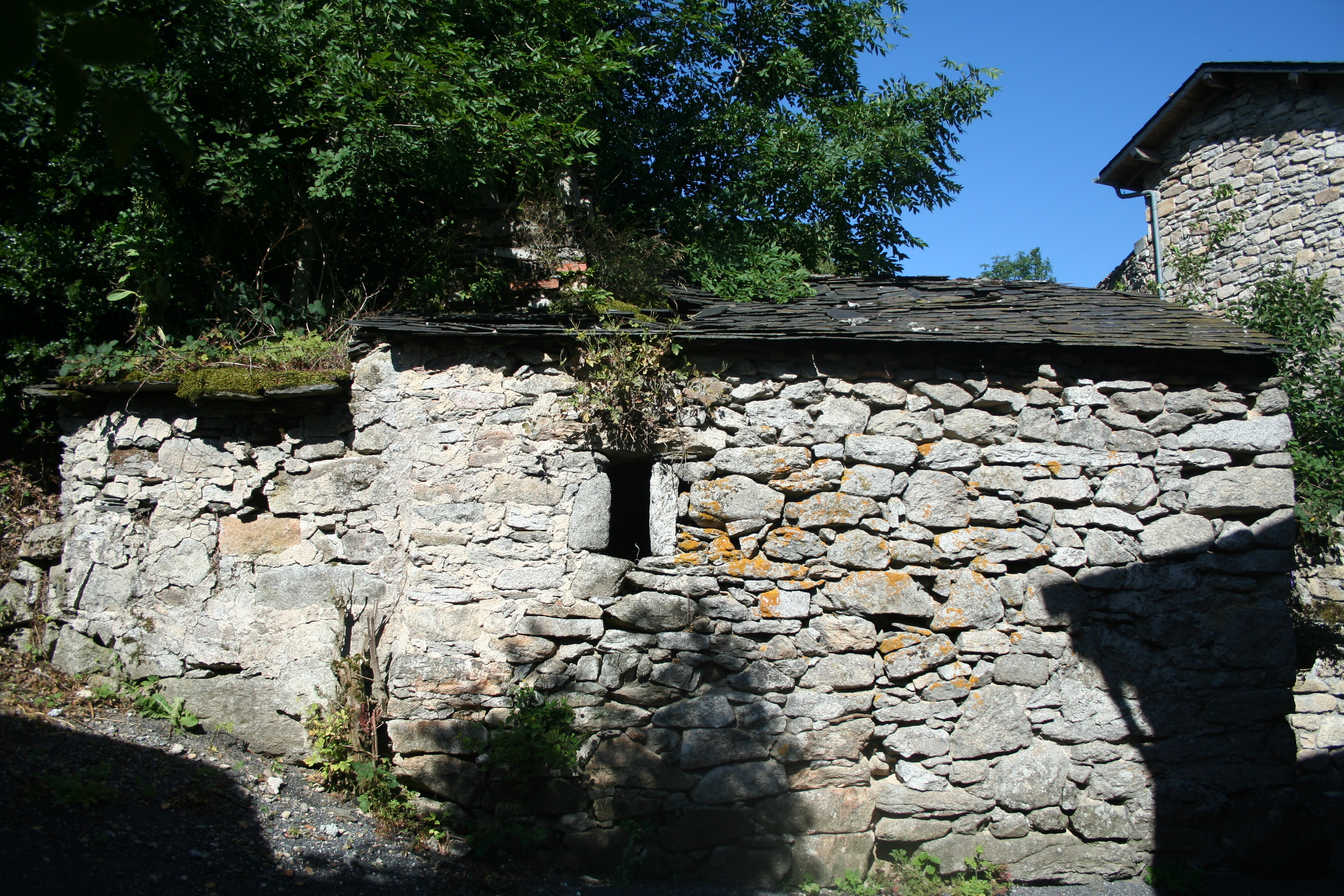
Ancien four.

### Géologie et relief
Située sur les monts de Lacaune, elle fait partie du parc naturel régional du Haut-Languedoc.

### Hydrographie
La commune est dans le bassin de la Garonne, au sein du bassin hydrographique Adour-Garonne. Elle est drainée par l'Agout, le ruisseau de Falcou, la Tine, le ruisseau Rieupeyroux, Rec del Mouli, Rec Rouge, le ruisseau de Maurès et par divers petits cours d'eau, qui constituent un réseau hydrographique de 19 km de longueur totale,.
L'Agout, d'une longueur totale de 194,4 km, prend sa source dans la commune de Cambon-et-Salvergues et s'écoule d'est en ouest. Il traverse la commune et se jette dans le Tarn à Saint-Sulpice-la-Pointe, après avoir traversé 35 communes.
Le ruisseau de Falcou, d'une longueur totale de 10,4 km, prend sa source dans la commune de Lacaune et s'écoule du nord-est au sud-ouest. Il traverse la commune et se jette dans l'Agout à Fontrieu, après avoir traversé 3 communes.

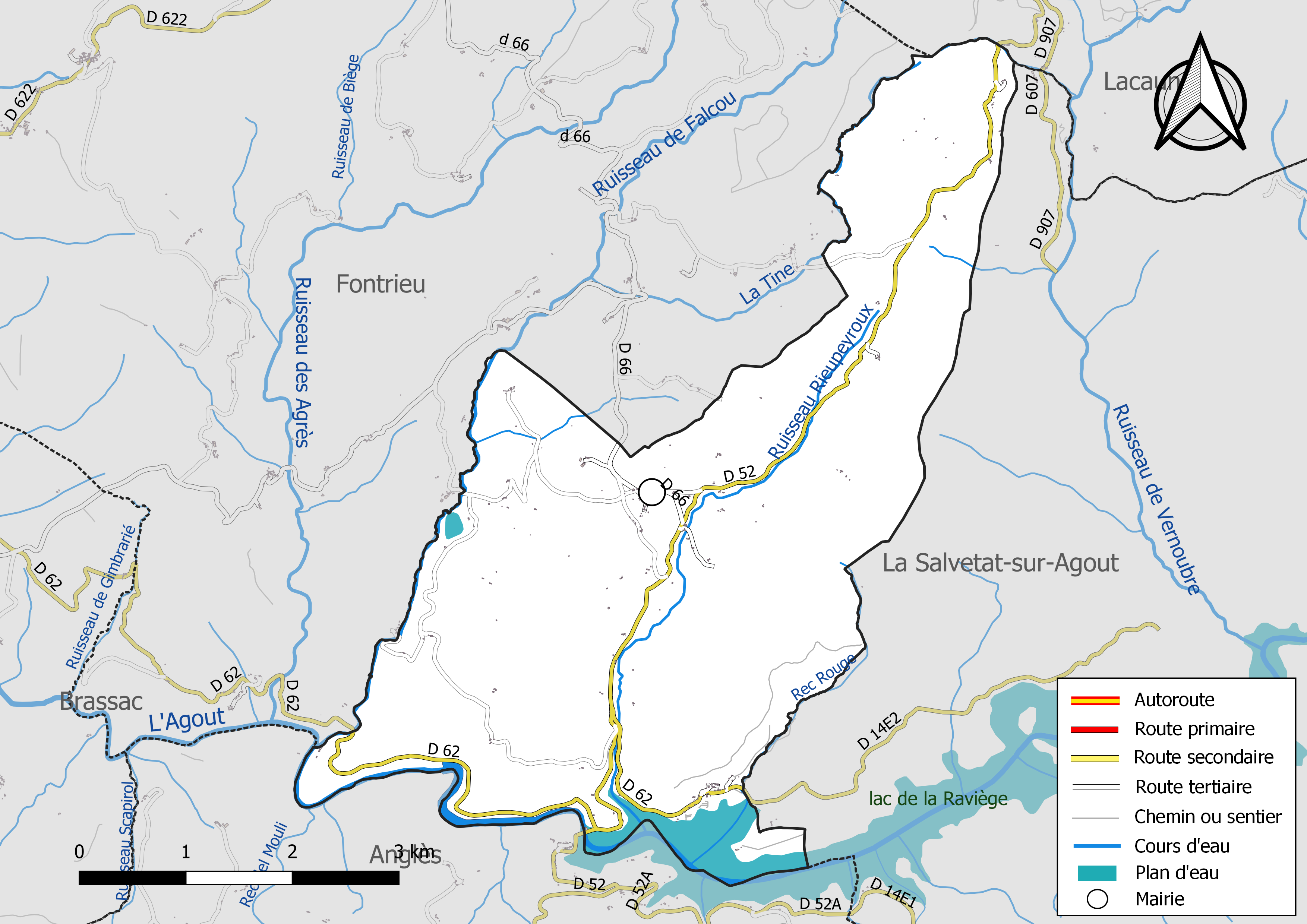
Réseaux hydrographique et routier de Lamontélarié.

### Climat
Pour des articles plus généraux, voir Climat de l'Île-de-France et Climat du Tarn.
En 2010, le climat de la commune est de type climat océanique altéré, selon une étude du Centre national de la recherche scientifique s'appuyant sur une série de données couvrant la période 1971-2000. En 2020, Météo-France publie une typologie des climats de la France métropolitaine dans laquelle la commune est dans une zone de transition entre le climat océanique altéré et le climat méditerranéen et est dans la région climatique Provence, Languedoc-Roussillon, caractérisée par une pluviométrie faible en été, un très bon ensoleillement (2 600 h/an), un été chaud (21,5 °C), un air très sec en été, sec en toutes saisons, des vents forts (fréquence de 40 à 50 % de vents > 5 m/s) et peu de brouillards.
Pour la période 1971-2000, la température annuelle moyenne est de 9,4 °C, avec une amplitude thermique annuelle de 14,6 °C. Le cumul annuel moyen de précipitations est de 1 546 mm, avec 13,8 jours de précipitations en janvier et 6,5 jours en juillet. Pour la période 1991-2020, la température moyenne annuelle observée sur la station météorologique de Météo-France la plus proche, « Lacaune », sur la commune de Lacaune à 12 km à vol d'oiseau, est de 10,2 °C et le cumul annuel moyen de précipitations est de 1 468,2 mm. 
La température maximale relevée sur cette station est de 37 °C, atteinte le 28 juin 1950 ; la température minimale est de −22,5 °C, atteinte le 16 janvier 1985,,.
Les paramètres climatiques de la commune ont été estimés pour le milieu du siècle (2041-2070) selon différents scénarios d'émission de gaz à effet de serre à partir des nouvelles projections climatiques de référence DRIAS-2020. Ils sont consultables sur un site dédié publié par Météo-France en novembre 2022.

### Milieux naturels et biodiversité

#### Espaces protégés
La protection réglementaire est le mode d’intervention le plus fort pour préserver des espaces naturels remarquables et leur biodiversité associée,.
La commune fait partie du parc naturel régional du Haut-Languedoc, créé en 1973 et d'une superficie de 307 184 ha, qui s'étend sur 118 communes et deux départements. Implanté de part et d’autre de la ligne de partage des eaux entre Océan Atlantique et mer Méditerranée, ce territoire est un véritable balcon dominant les plaines viticoles du Languedoc et les étendues céréalières du Lauragais,

#### Réseau Natura 2000

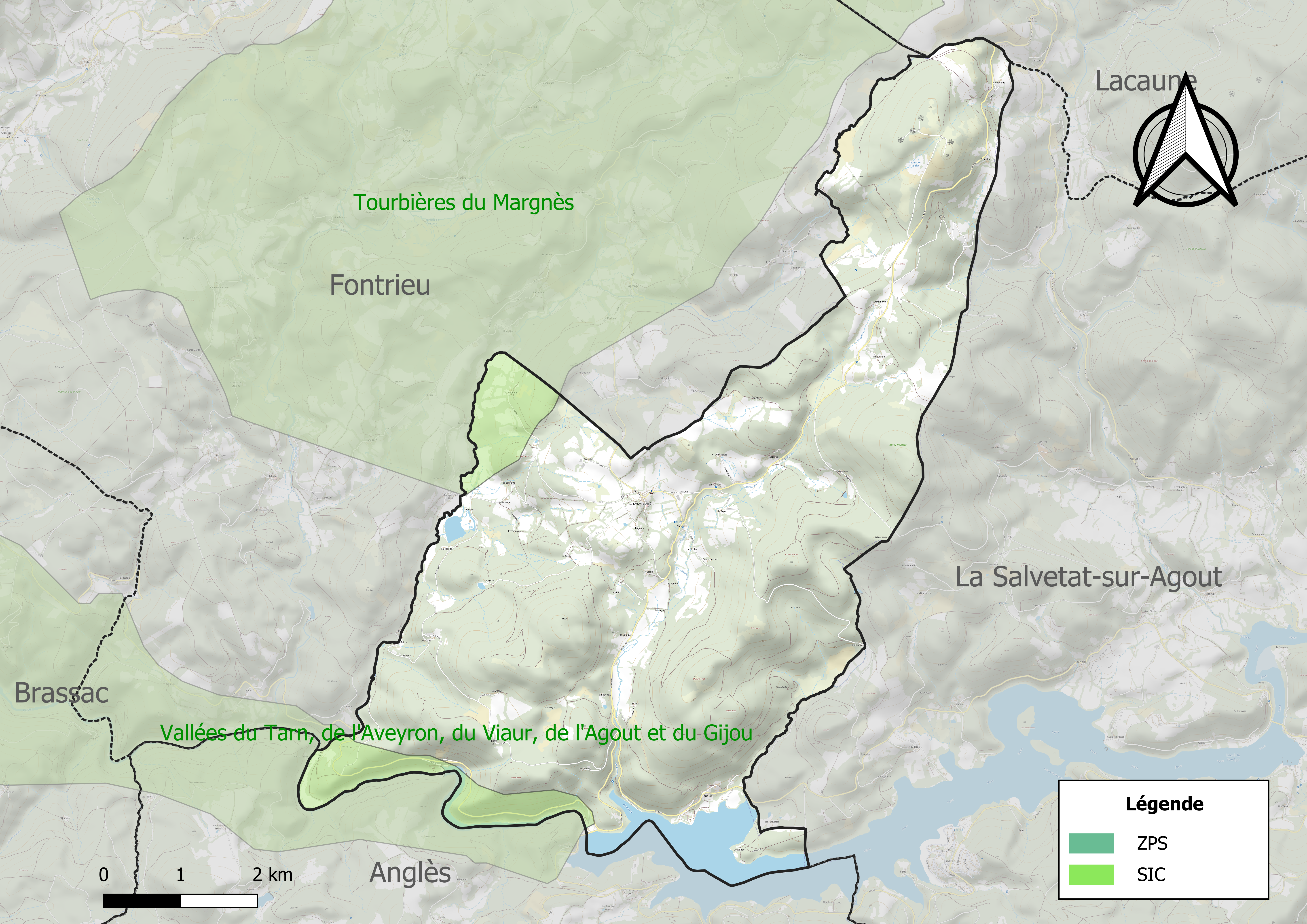
Sites Natura 2000 sur le territoire communal.

Le réseau Natura 2000 est un réseau écologique européen de sites naturels d'intérêt écologique élaboré à partir des directives habitats et oiseaux, constitué de zones spéciales de conservation (ZSC) et de zones de protection spéciale (ZPS).
Deux sites Natura 2000 ont été définis sur la commune au titre de la directive habitats :
- les « tourbières du Margnès », d'une superficie de 2 787 ha, les dernières tourbières du massif central avant la zone méditerranéenne. Elles renferment quelques espèces et formations végétales remarquables[19] ;
- Les « vallées du Tarn, de l'Aveyron, du Viaur, de l'Agout et du Gijou », d'une superficie de 17 144 ha, s'étendant sur 136 communes dont 41 dans l'Aveyron, 8 en Haute-Garonne, 50 dans le Tarn et 37 dans le Tarn-et-Garonne. Elles présentent une très grande diversité d'habitats et d'espèces dans ce vaste réseau de cours d'eau et de gorges. La présence de la Loutre d'Europe et de la moule perlière d'eau douce est également d'un intérêt majeur[20].

#### Zones naturelles d'intérêt écologique, faunistique et floristique
L’inventaire des zones naturelles d'intérêt écologique, faunistique et floristique (ZNIEFF) a pour objectif de réaliser une couverture des zones les plus intéressantes sur le plan écologique, essentiellement dans la perspective d’améliorer la connaissance du patrimoine naturel national et de fournir aux différents décideurs un outil d’aide à la prise en compte de l’environnement dans l’aménagement du territoire.
Cinq ZNIEFF de type 1 sont recensées sur la commune :
- la « rivière Agoût entre le barrage de Ponviel et Brassac » (80 ha), couvrant 4 communes du département[22] ;
- la « sagne du Saut de Lègue et ruisseau de la Tine » (23 ha), couvrant 2 communes du département[23] ;
- les « sagnes du Rieupeyroux (amont) » (15 ha)[24] ;
- les « sagnes du Rieupeyroux (aval) » (45 ha)[25] ;
- les « sagnes du ruisseau du Falcou » (157 ha), couvrant 4 communes du département[26] ;

et une ZNIEFF de type 2, : 
les « zones humides des Monts de Lacaune » (10 888 ha), couvrant 9 communes dont une dans l'Hérault et huit dans le Tarn.

Carte des ZNIEFF de type 1 et 2 à Lamontélarié.
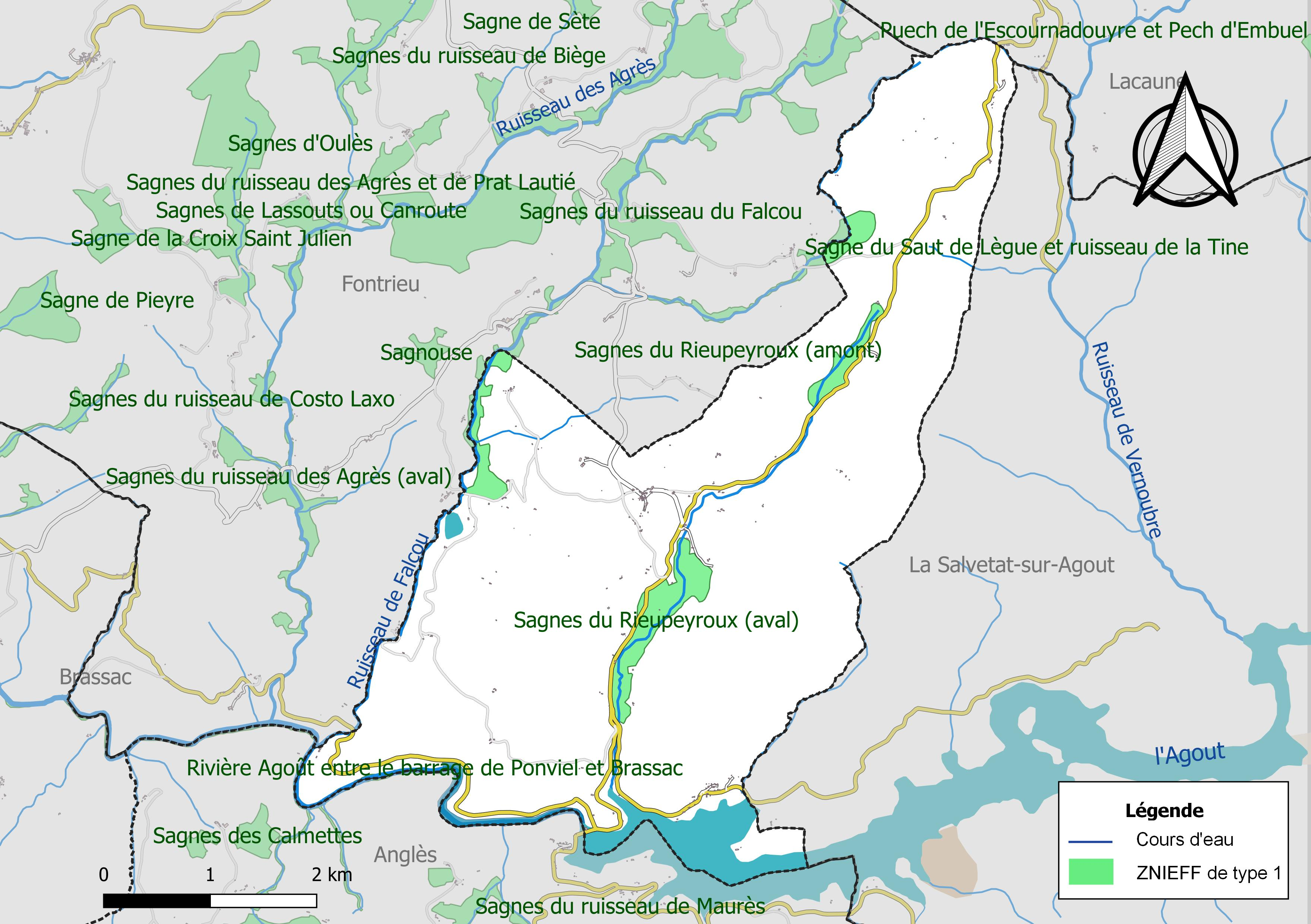
Carte des ZNIEFF de type 1 sur la commune.
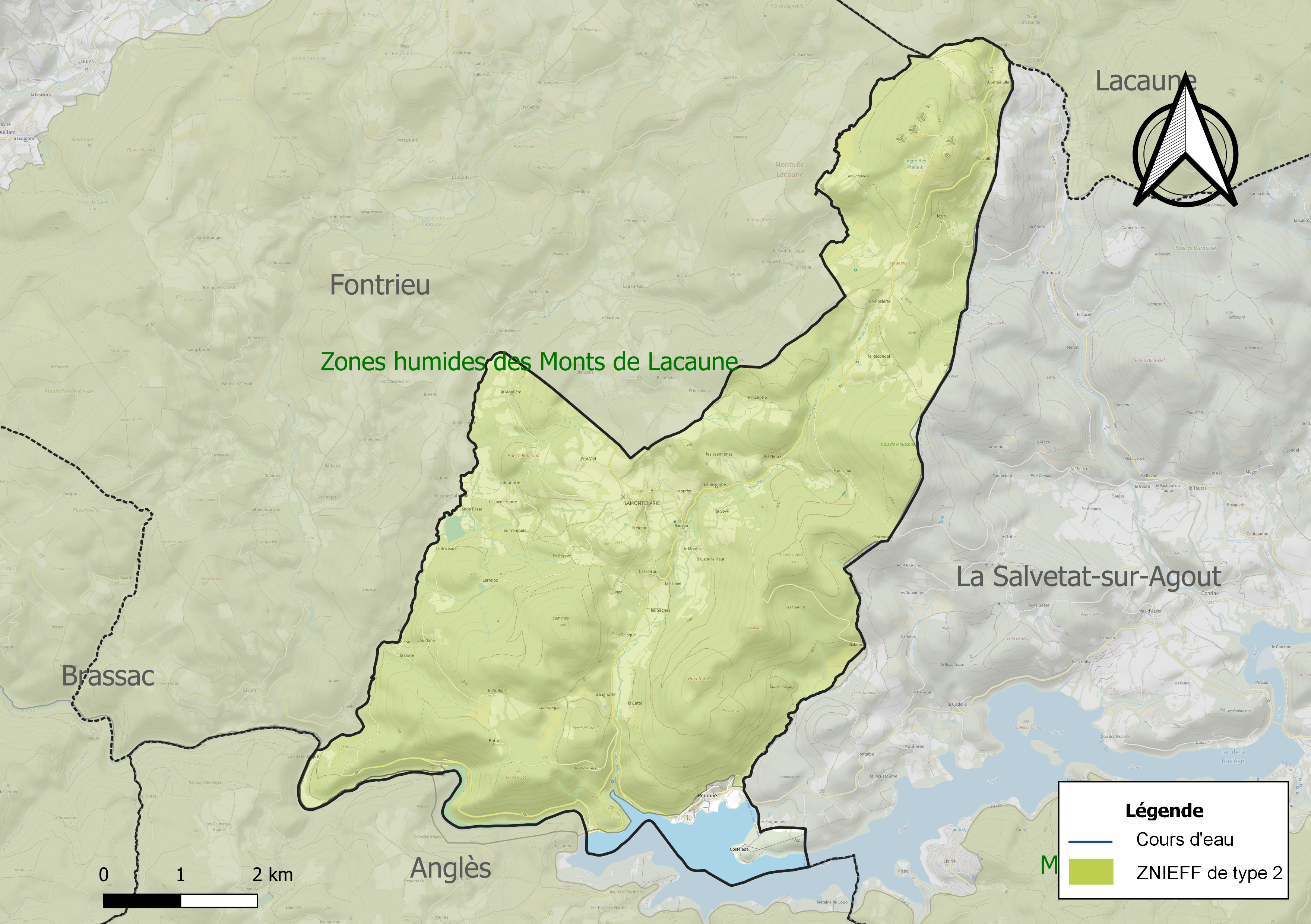
Carte de la ZNIEFF de type 2 sur la commune.

## Urbanisme

### Typologie
Au 1er janvier 2024, Lamontélarié est catégorisée commune rurale à habitat très dispersé, selon la nouvelle grille communale de densité à sept niveaux définie par l'Insee en 2022.
Elle est située hors unité urbaine et hors attraction des villes,.

### Occupation des sols
L'occupation des sols de la commune, telle qu'elle ressort de la base de données européenne d’occupation biophysique des sols Corine Land Cover (CLC), est marquée par l'importance des forêts et milieux semi-naturels (75,1 % en 2018), une proportion sensiblement équivalente à celle de 1990 (74,4 %). La répartition détaillée en 2018 est la suivante : 
forêts (71,6 %), zones agricoles hétérogènes (21,2 %), milieux à végétation arbustive et/ou herbacée (3,4 %), eaux continentales (3,2 %), prairies (0,5 %). L'évolution de l’occupation des sols de la commune et de ses infrastructures peut être observée sur les différentes représentations cartographiques du territoire : la carte de Cassini (XVIIIe siècle), la carte d'état-major (1820-1866) et les cartes ou photos aériennes de l'IGN pour la période actuelle (1950 à aujourd'hui).

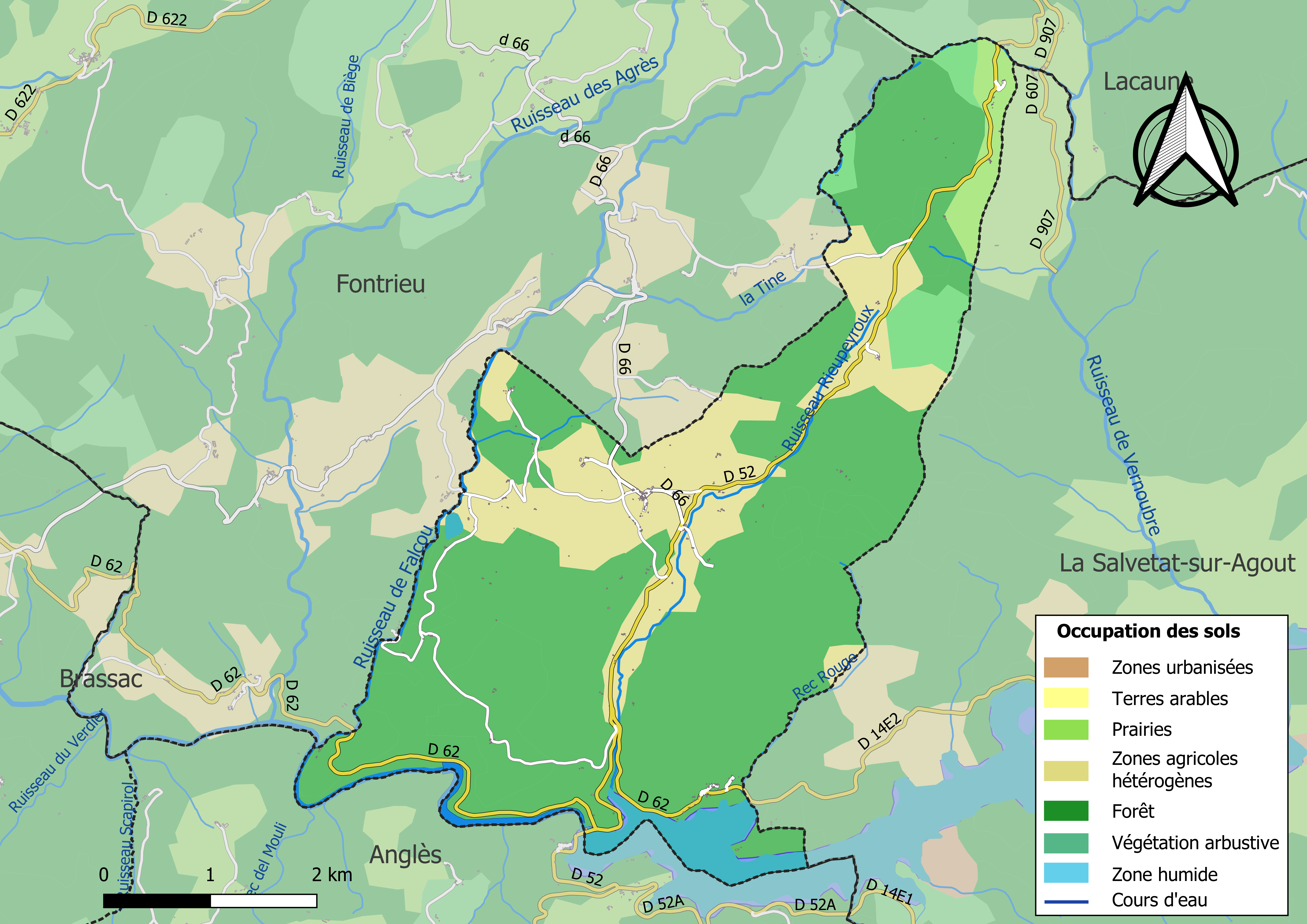
Carte des infrastructures et de l'occupation des sols de la commune en 2018 (CLC).

### Risques majeurs
Le territoire de la commune de Lamontélarié est vulnérable à différents aléas naturels : météorologiques (tempête, orage, neige, grand froid, canicule ou sécheresse), inondations, feux de forêts, mouvements de terrains et séisme (sismicité très faible). Il est également exposé à deux risques technologiques,  le transport de matières dangereuses et la rupture d'un barrage, et à un risque particulier : le risque de radon. Un site publié par le BRGM permet d'évaluer simplement et rapidement les risques d'un bien localisé soit par son adresse soit par le numéro de sa parcelle.

#### Risques naturels
Certaines parties du territoire communal sont susceptibles d’être affectées par le risque d’inondation par débordement de cours d'eau, notamment l'Agout et le ruisseau de Falcou. La cartographie des zones inondables en ex-Midi-Pyrénées réalisée dans le cadre du XIe Contrat de plan État-région, visant à informer les citoyens et les décideurs sur le risque d’inondation, est accessible sur le site de la DREAL Occitanie. La commune a été reconnue en état de catastrophe naturelle au titre des dommages causés par les inondations et coulées de boue survenues en 1982, 1999, 2014 et 2017,.
Lamontélarié est exposée au risque de feu de forêt du fait de la présence sur son territoire. En 2022, il n'existe pas de Plan de Prévention des Risques incendie de forêt (PPRif). Le débroussaillement aux abords des maisons constitue l’une des meilleures protections pour les particuliers contre le feu,.

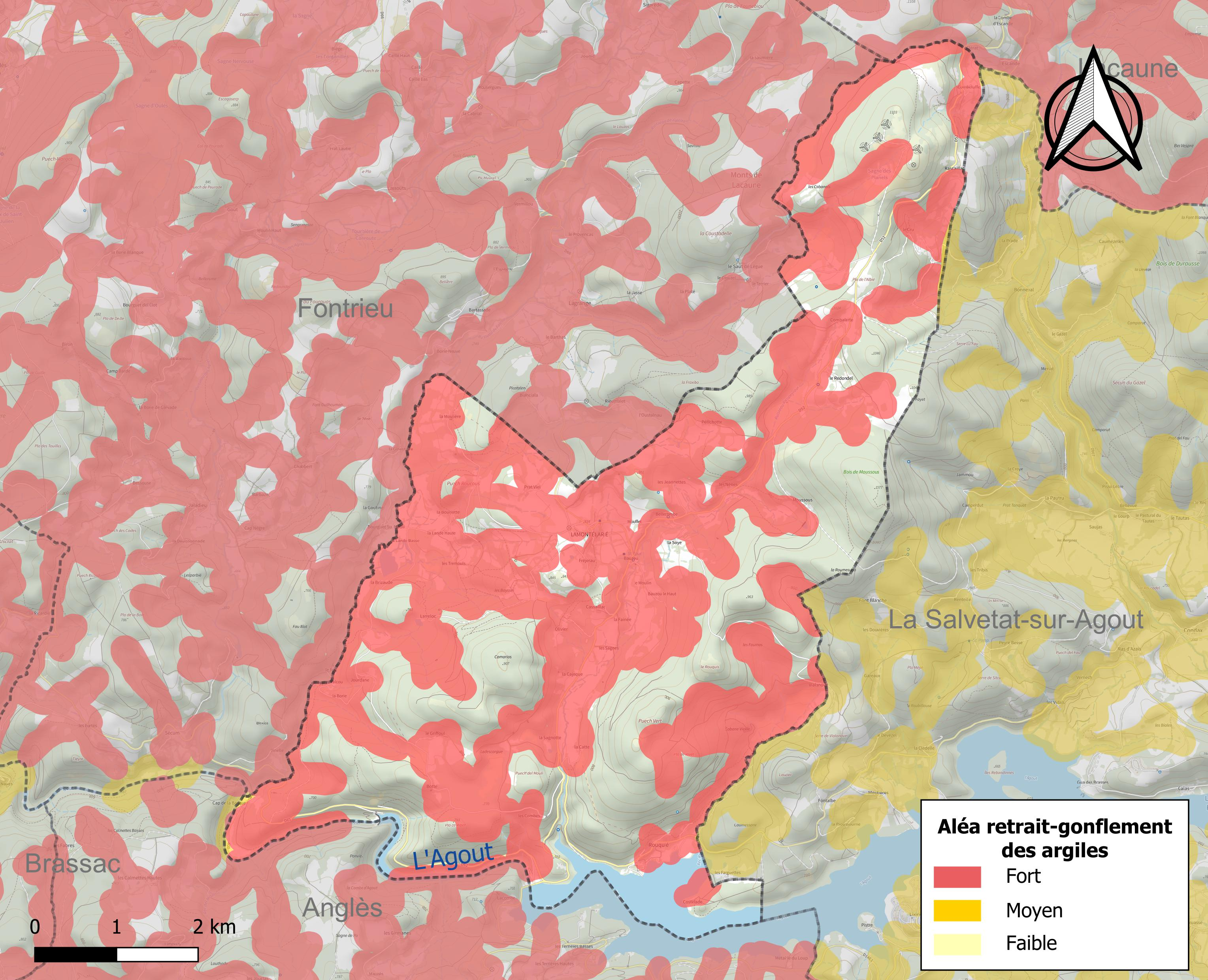
Carte des zones d'aléa retrait-gonflement des sols argileux de Lamontélarié.

La commune est vulnérable au risque de mouvements de terrains constitué principalement du retrait-gonflement des sols argileux. Cet aléa est susceptible d'engendrer des dommages importants aux bâtiments en cas d’alternance de périodes de sécheresse et de pluie. 58 % de la superficie communale est en aléa moyen ou fort (76,3 % au niveau départemental et 48,5 % au niveau national). Sur les 127 bâtiments dénombrés sur la commune en 2019, 114 sont en aléa moyen ou fort, soit 90 %, à comparer aux 90 % au niveau départemental et 54 % au niveau national. Une cartographie de l'exposition du territoire national au retrait gonflement des sols argileux est disponible sur le site du BRGM,.
Par ailleurs, afin de mieux appréhender le risque d’affaissement de terrain, l'inventaire national des cavités souterraines permet de localiser celles situées sur la commune.

#### Risques technologiques
Le risque de transport de matières dangereuses sur la commune est lié à sa traversée par des infrastructures routières ou ferroviaires importantes ou la présence d'une canalisation de transport d'hydrocarbures. Un accident se produisant sur de telles infrastructures est susceptible d’avoir des effets graves sur les biens, les personnes ou l'environnement, selon la nature du matériau transporté. Des dispositions d’urbanisme peuvent être préconisées en conséquence.
La commune est en outre située en aval d'un barrage de classe A. À ce titre elle est susceptible d’être touchée par l’onde de submersion consécutive à la rupture de cet ouvrage.

#### Risque particulier
Dans plusieurs parties du territoire national, le radon, accumulé dans certains logements ou autres locaux, peut constituer une source significative d’exposition de la population aux rayonnements ionisants. Certaines communes du département sont concernées par le risque radon à un niveau plus ou moins élevé. Selon la classification de 2018, la commune de Lamontélarié est classée en zone 3, à savoir zone à potentiel radon significatif.

## Toponymie
Lamontélarié vient de l'occitan du mot Montelier.

## Histoire
La communauté de Lamontélarié faisait partie de la sénéchaussée de Carcassonne et du diocèse de Saint-Pons. La paroisse était Notre-Dame de Lamontélarié. À la création des communes, Lamontélarié fait partie avec Anglès du département de l'Hérault, canton d'Anglès et district de Saint-Pons. Ce n'est qu'à partir du 16 février 1797 (28 pluviôse an V) que le canton d'Anglès grâce à un échange avec le canton de Saint-Gervais-sur-Mare, fut cédé au département du Tarn. Lamontélarié devint alors Tarnaise, dans l'arrondissement de Castres.

## Politique et administration
| Période   | Période   | Identité            | Étiquette | Qualité |
| --------- | --------- | ------------------- | --------- | ------- |
| mars 2001 | mars 2008 | Marie-Louise Albert |           |         |
| mars 2008 |           | Pierre Escande      |           |         |

## Démographie
| 1793 | 1800 | 1806 | 1821 | 1831 | 1836 | 1841 | 1846 | 1851 |
| ---- | ---- | ---- | ---- | ---- | ---- | ---- | ---- | ---- |
| 556  | 696  | 860  | 722  | 896  | 951  | 911  | 884  | 912  |

| 1856 | 1861 | 1866 | 1872 | 1876 | 1881 | 1886 | 1891 | 1896 |
| ---- | ---- | ---- | ---- | ---- | ---- | ---- | ---- | ---- |
| 864  | 876  | 817  | 746  | 724  | 710  | 676  | 587  | 564  |

| 1901 | 1906 | 1911 | 1921 | 1926 | 1931 | 1936 | 1946 | 1954 |
| ---- | ---- | ---- | ---- | ---- | ---- | ---- | ---- | ---- |
| 505  | 512  | 457  | 329  | 284  | 263  | 250  | 217  | 173  |

| 1962 | 1968 | 1975 | 1982 | 1990 | 1999 | 2004 | 2006 | 2009 |
| ---- | ---- | ---- | ---- | ---- | ---- | ---- | ---- | ---- |
| 131  | 115  | 105  | 77   | 47   | 71   | 61   | 60   | 62   |

| 2014 | 2019 | 2022 | - | - | - | - | - | - |
| ---- | ---- | ---- | - | - | - | - | - | - |
| 72   | 58   | 55   | - | - | - | - | - | - |

## Économie

### Emploi
|                | 2008  | 2013  | 2018  |
| -------------- | ----- | ----- | ----- |
| Commune        | 9,1 % | 9,8 % | 3,2 % |
| Département    | 8,2 % | 9,9 % | 10 %  |
| France entière | 8,3 % | 10 %  | 10 %  |

En 2018, la population âgée de 15 à 64 ans s'élève à 34 personnes, parmi lesquelles on compte 67,7 % d'actifs (64,5 % ayant un emploi et 3,2 % de chômeurs) et 32,3 % d'inactifs,. En  2018, le taux de chômage communal (au sens du recensement) des 15-64 ans est inférieur à celui de la France et du département, alors qu'en 2008 la situation était inverse.
La commune est hors attraction des villes,. Elle compte 9 emplois en 2018, contre 5 en 2013 et 10 en 2008. Le nombre d'actifs ayant un emploi résidant dans la commune est de 23, soit un indicateur de concentration d'emploi de 37,4 % et un taux d'activité parmi les 15 ans ou plus de 41,5 %.
Sur ces 23 actifs de 15 ans ou plus ayant un emploi, 7 travaillent dans la commune, soit 29 % des habitants. Pour se rendre au travail, 76,2 % des habitants utilisent un véhicule personnel ou de fonction à quatre roues et 23,8 % n'ont pas besoin de transport (travail au domicile).

### Activités hors agriculture
7 établissements sont implantés  à Lamontélarié au 31 décembre 2019.
Le secteur du commerce de gros et de détail, des transports, de l'hébergement et de la restauration est prépondérant sur la commune puisqu'il représente 42,9 % du nombre total d'établissements de la commune (3 sur les 7 entreprises implantées  à Lamontélarié), contre 26,7 % au niveau départemental.

### Agriculture
|               | 1988 | 2000 | 2010 | 2020 |
| ------------- | ---- | ---- | ---- | ---- |
| Exploitations | 13   | 6    | 5    | 3    |
| SAU (ha)      | 312  | 147  | 139  | 98   |

La commune est dans les Monts de Lacaune, une petite région agricole située dans le sud-est du département du Tarn. Entre bocages et forêt, cette zone est dédiée à l’élevage de ruminants de races à viande ou laitières. Sur les plus hauts plateaux, de nombreux élevages de brebis laitières produisent le lait destiné à la fabrication du roquefort. En 2020, l'orientation technico-économique de l'agriculture  sur la commune est l'élevage de bovins, pour la viande. Trois exploitations agricoles ayant leur siège dans la commune sont dénombrées lors du recensement agricole de 2020 (13 en 1988). La superficie agricole utilisée est de 98 ha,,.

## Culture locale et patrimoine

### Lieux et monuments
- L'église Notre-Dame-de-la-Visitation de Lamontélarié date du XVIIe siècle et a été restaurée récemment.
- Le château de Monségou.
- Le menhir de Moussous, situé à côté du lieu-dit du même nom, atteste de la fréquentation de ce territoire dès l'époque néolithique.
- le Rouquié situé à côté du lac de la Raviège, à 4 km du village.

## Vie pratique

### Culture
À Lamontélarié, il existe une association créée depuis environ 30 années appelée lo Monteliòt. Elle organise des activités et anime le village durant les congés scolaires tous les ans.
Tous les étés, ces personnes organisent des fêtes notamment celle du troisième week-end de juillet et celle du concours de pétanque qui se déroule vers le 20 août.

### Articles connexes

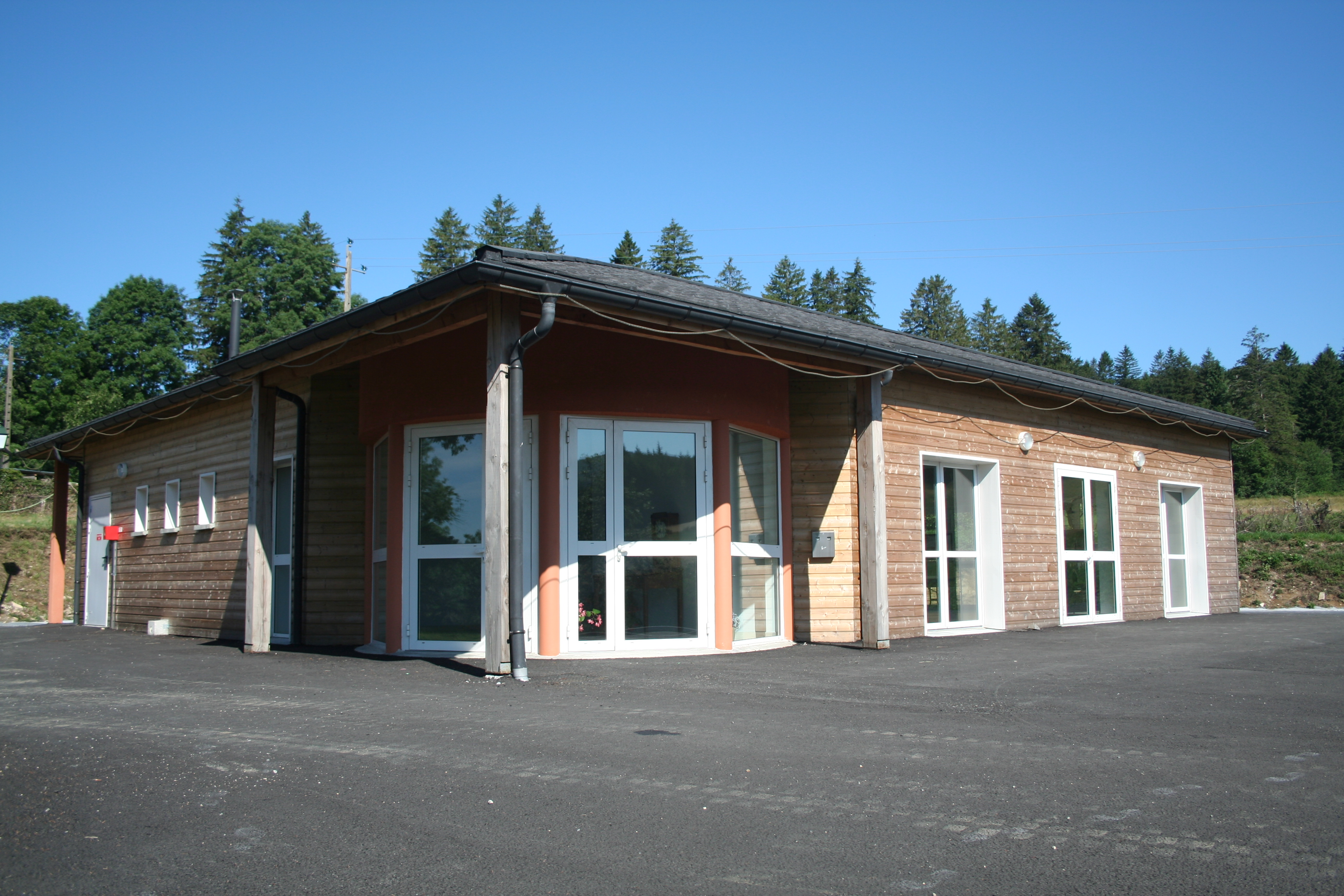
Salle communale.

## Pour approfondir